# Речи Гримнира
«Ре́чи Гри́мнира» (др.-сканд. Grímnismál) — одна из мифологических поэм «Старшей Эдды». Повествование ведется от лица Гримнира, одного из обличий Одина, которого пытал конунг Гейррёд (др.-сканд. Geirröth).
Песня начинается с длинного рассказа в прозе об обстоятельствах, ведущих к монологу Гримнира. Сам монолог состоит из 54 стансов. Последняя часть также написана в прозе и повествует о гибели Гейррёда, восхождении его сына на трон и исчезновении Одина. Обе части, написанные в прозе, вероятно, не входили в первоначальную устную традицию.
Поэма сохранилась в манускриптах Codex Regius и AM 748 I 4to.

## Содержание
В первом прозаичном отрывке рассказывается про то, как Гейррёд пришел к власти, вытолкнув обратно в море своего брата Агнара. Затем, наблюдая за мирами, Один и Фригг поспорили о жадности Гейррёда. Фригг послала свою служанку Фуллу предупредить Гейррёда, и, по её наущению, Гейррёд приказал схватить и пытать странника по имени Гримнир, в которого обратился Один, посадив его меж двух костров. Агнар, сын Гейррёда, дал Одину напиться из рога, после чего повествование переходит к монологу Гримнира.
Поэтическая часть начинается с благодарения и благословения Одином Агнара. Затем Один рассказывает о девяти мирах, о занятиях и месте каждого из божеств и иных мифических существ. В целом песня представляет собой рассказ об устройстве мироздания. Затем Один перечисляет свои имена и лишает Гейррёда своей поддержки, предвещая ему скорый конец.
В последнем куске кратко перечислены последствия этих речей: Гейррёд хотел вызволить Гримнира из огня, узнав, что это Один, но поскользнулся и упал на свой меч. Агнар, его сын, занял его место и еще долго правил.

## Галерея

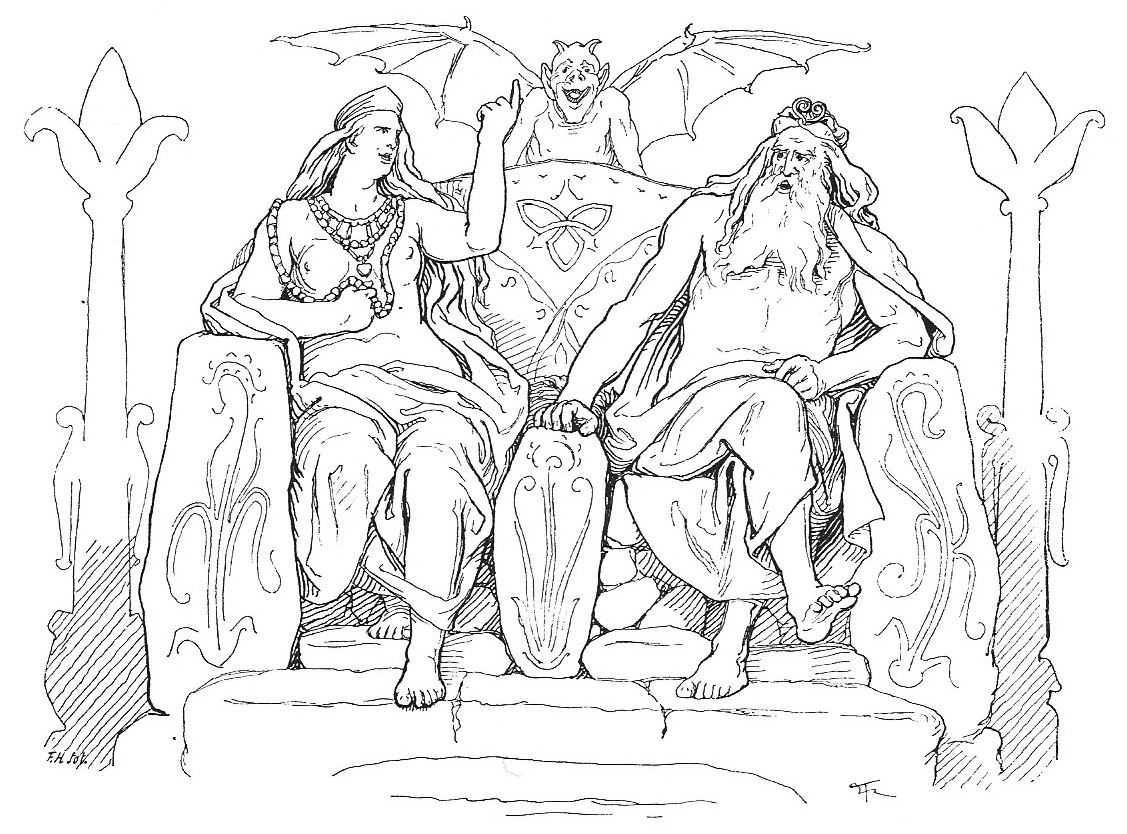
Фригг и Один. Рисунок Фрёлиха.
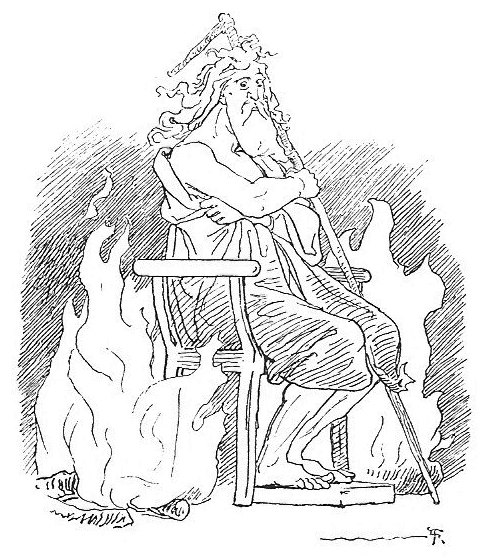
Пытка Гримнира. Рисунок Фрёлиха.
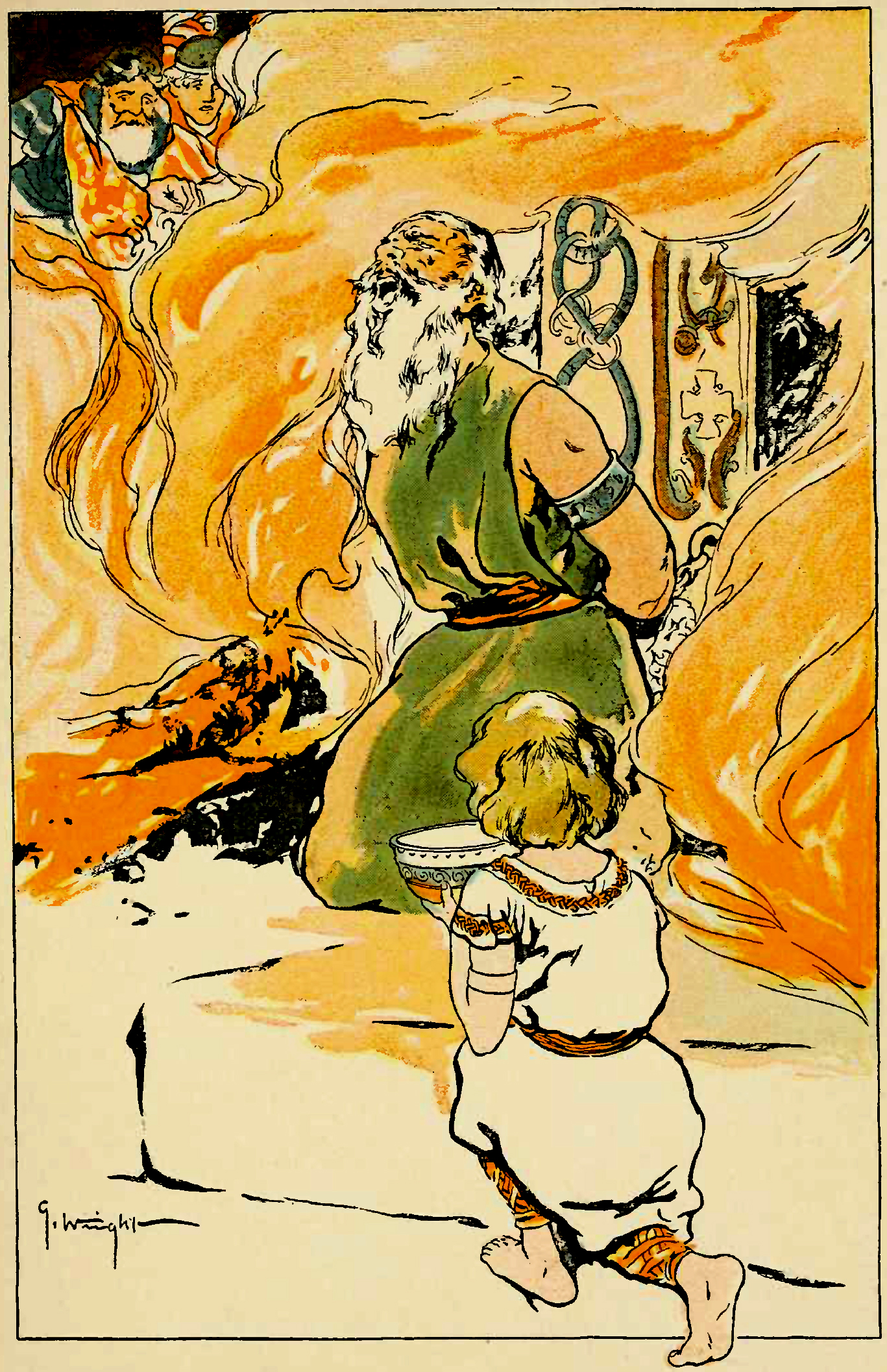
Агнар предлагает Гримниру испить. Рисунок Джорджа Райта.
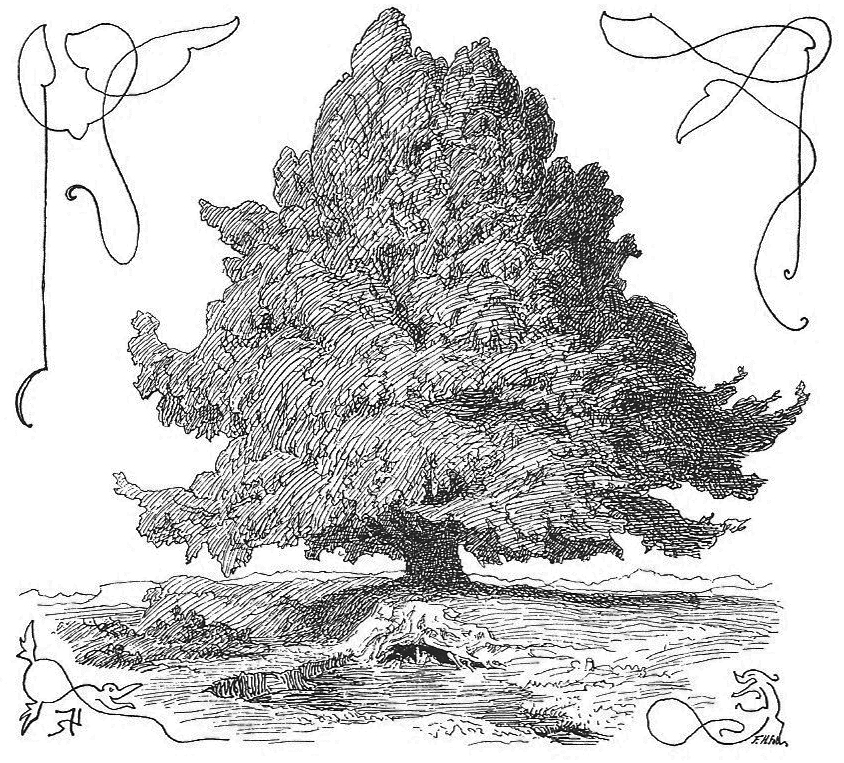
Иггдрасиль. Рисунок Фрёлиха.